# Le Monde merveilleux d'Andy Richter
Le Monde merveilleux d'Andy Richter (Andy Richter Controls the Universe) est une sitcom américaine en 19 épisodes de 22 minutes, créée par Victor Fresco dont 14 épisodes ont été diffusés entre le 19 mars 2002 et le 12 janvier 2003 sur le réseau FOX.
En France, la série a été diffusée à partir du 1er mai 2004 sur Paris Première.

## Synopsis
Andy Richter aimerait bien être écrivain, mais pour gagner sa vie il rédige des manuels pour Pickering Industries, la cinquième plus grande entreprise américaine. Timide et ayant peu de succès avec les femmes, il s'imagine une autre vie, pleine de fantaisie, dans laquelle ses collègues de bureau tiennent une place importante.

## Distribution
- Andy Richter (VF : David Kruger) : Andy Richter
- Paget Brewster (VF : Françoise Vallon) : Jessica Green
- Jonathan Slavin (en) (VF : Alexandre Gillet) : Byron Togler
- Irene Molloy (VF : Laura Blanc) : Wendy McKay
- James Patrick Stuart (VF : Bruno Choël) : Keith Richards
- Patricia Belcher : Mlle Machado

## Épisodes

### Première saison (2002)
1. Andy sauve l'univers (Pilot)
2. Andy et le sandwich de la mort (Grief Counselor)
3. Andy, la blonde et moi (Little Andy in Charge)
4. Andy, le dieu vivant 	(Second Episode)
5. Andy contre le tyran (Gimme a C)
6. Andy et l'énigme du lit (Wedding)

### Deuxième saison (2002-2003)
1. Andy empoche la prime (We're All The Same, Only Different)
2. Andy l'entremetteur (Twins)
3. Andy bleu, blanc, rouge (France)
4. Andy et le mouton sacré (Holy Sheep)
5. Andy, je t'aime (Relationship Ripcord)
6. Andy à la poursuite des rêves (The Show Might Go On)
7. Andy PDG (Crazy in Rio)
8. Camarade Andy (The Maid Man)
9. Andy et le maître chanteur (Bully the Kid)
10. Andy et la vie du chien (Duh Dog)
11. Andy et la fièvre du troisième âge (Final Fantasy)
12. Andy fait du bénévolat (Charity Begins in Cellblock D)
13. Sir Andy et le mac (Saturday Early Evening Fever)